# Pyrgion imitatarix
Pyrgion imitatarix là một loài bướm đêm trong họ Noctuidae.